# Huruliborasandra, Kunigal
Huruliborasandra là một làng thuộc tehsil Kunigal, huyện Tumkur, bang Karnataka, Ấn Độ.